# Soumaya Múzeum
A Soumaya Múzeum (spanyolul Museo Soumaya) Mexikóváros egyik híres művészeti múzeuma. Két telephelyen működik: a régebbi épület Álvaro Obregón, az újabb, különleges formatervezésű modern épület Miguel Hidalgo kerületben található. Ingyenesen látogatható.

## Története
A múzeum két telephelyen működik. Az első a Loreto tér: ez a terület a 16. században Hernán Cortés encomiendájának részét képezte, fia, Martín pedig egy gabonaőrlő malmot építtetett fel itt. A malmot a 19. században papírgyárrá alakították, de egy 1905-ös tűzvész után akkori tulajdonosai, José Sordo és Agustín Rueda 1905. október 13-án eladták a német származású Alberto Lenznek. 1906-ban az újranyitott gyár Fábrica de Papel de Loreto y Peña Pobre néven kezdte meg működését. 1940 körül itt nyílt meg Latin-Amerika első szulfátos eljárást alkalmazó cellulózgyára. Az 1980-as években ismét tűz pusztított a gyárban, aminek következtében az üzem mexikóvárosi tevékenységét beszüntette, és Tlaxcala államban nyílt meg újra. A romos épületek felhasználásával kezdte meg kialakítani az 1990-es évek elején a Grupo Carso a mai Loreto teret, ahol 1994-ben megnyílt a múzeum.
A Carso téri modern épületet Fernando Romero tervezte, a kivitelezés költsége körülbelül 47 millió euró volt. Megnyitására négy és fél év munka után, 2011. március 29-én került sor. Az avatáson részt vett maga Felipe Calderón államfő és Gabriel García Márquez író is. A Soumaya nevet az intézmény tulajdonosának és fő támogatójának, Carlos Slim milliárdos üzletembernek az 1999-ben elhunyt felesége, Soumaya Domit Gemayel után kapta.

## Leírás

### Loreto tér
A Loreto tér Mexikóváros nyugati részén, Álvaro Obregón kerületben található, egy régi papírgyár épületét alakították át. Állandó kiállításai közül a 3-as és a 4-es teremben régi, 20. századi mexikói reklámplakátok tekinthetők meg. Időszakos kiállításai között előfordult már Beatles- és Salvador Dalí-kiállítás is.

### Carso tér
A Miguel Hidalgo kerületben, Nuevo Polanco városrészben található modern épület teljes területe 17 000 m², ebből 6000-et hasznosítanak a kiállítások céljára. Külső felületét fémesen csillogó kis hatszögek hálózata alkotja.
Az előcsarnokban két híres szobor: Michelangelo Piétájának és Auguste Rodin A gondolkodójának bronzmásolata látható. Ugyanitt található Diego Rivera utolsó nagy alkotása, a Río Juchitán, valamint Rufino Tamayo El día y la noche („a nappal és az éjszaka”) és Naturaleza muerta („halott természet”) című munkája. Az előcsarnokból érhető el a könyvtár, a gyermekkönyvtár, pihenőhelyiségek, az Aula Digital Telmex, egy emléktárgybolt és egy 320 férőhelyes konferenciaterem is. A múzeum termeiben a következő állandó kiállítások láthatók:
- 1. terem: Aranyból és ezüstből készült, illetve ezekkel a nemesfémekkel díszített tárgyak gyűjteménye. Megtalálhatók itt például miniatúrák, egyházi tárgyak, textilek, ékszerek, medálok, La Granja-i üvegtárgyak, kanalak, órák, makettek, coco chocolaterónak nevezett poharak és ládikák is. Egyik részében Mexikó pénzérméi és bankjegyei tekinthetők meg.
- 2. terem: Ázsia kultúráját bemutató elefántcsont tárgyak: a múzeum eredeti gyűjteményét 2012-ben Laura Fernández MacGregor több mint 600 darabos gyűjteménye gazdagította tovább. Láthatók itt például embereket, sárkányokat, feng-huangokat, elefántokat, teknősöket, és Buddha oroszlánjait ábrázoló darabok is, de kereszténységgel kapcsolatos alkotások is, például egy olyan is, amely Szűz Mária és Kannon „összevegyítését” ábrázolja.
- 3. terem: Régi európai és új-spanyolországi mesterek alkotásai.
- 4. terem: Impresszionista és avantgárd művek.
- 5. terem: „Rodin kora” gyűjtemény: itt található Auguste Rodin műveinek Franciaországon kívüli legjelentősebb gyűjteménye.[2]

## Képek

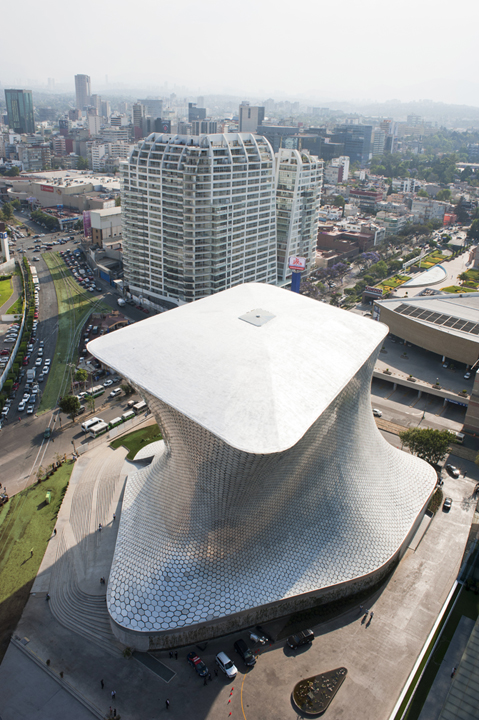
A Carso téri épület és környezete
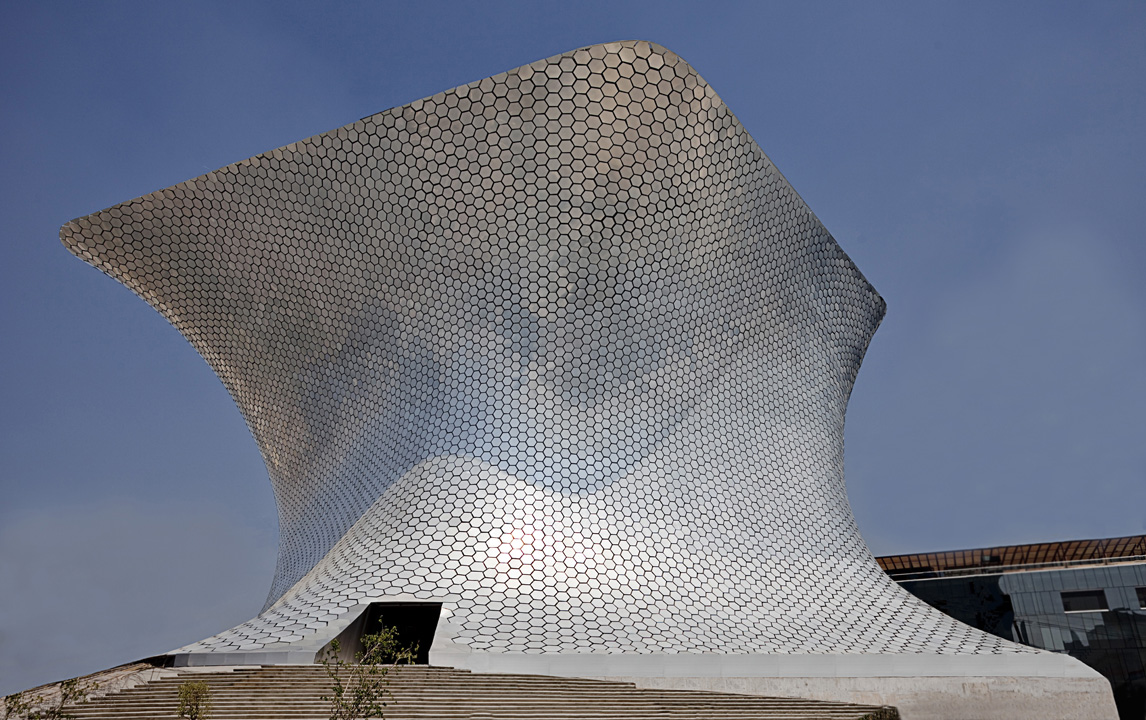
A Carso téri épület
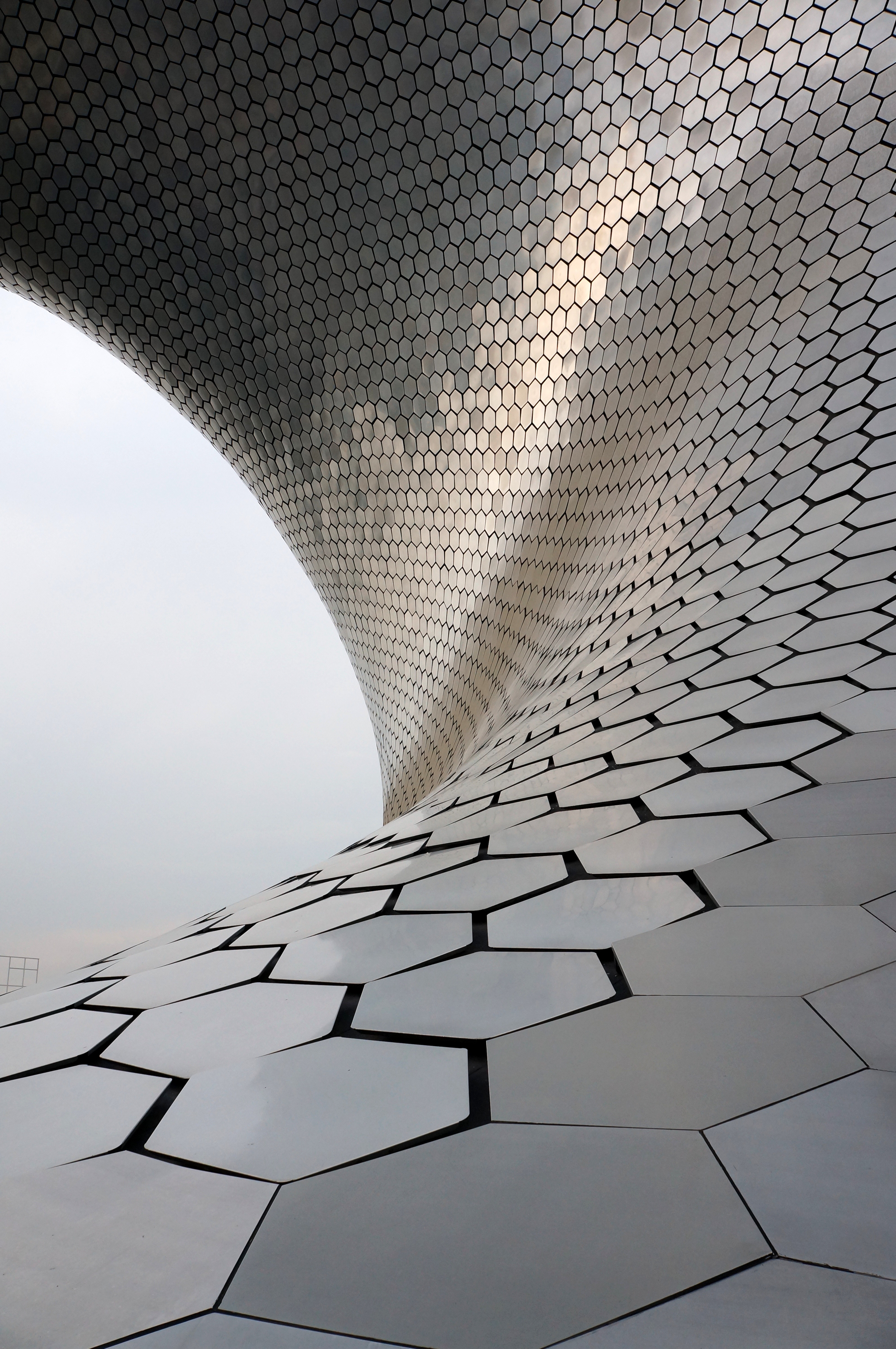
Részlet a Carso téri épületből
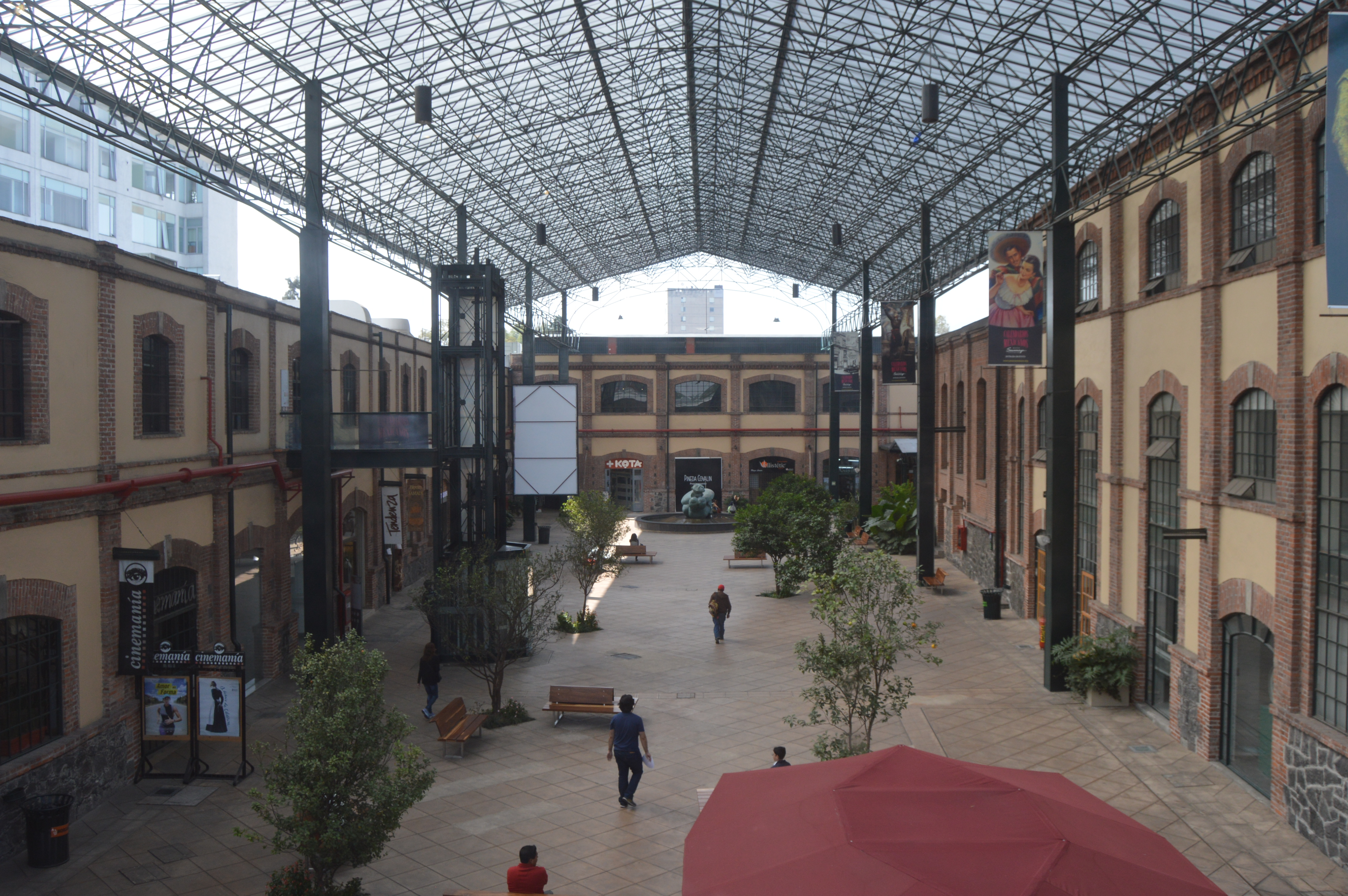
A Loreto tér
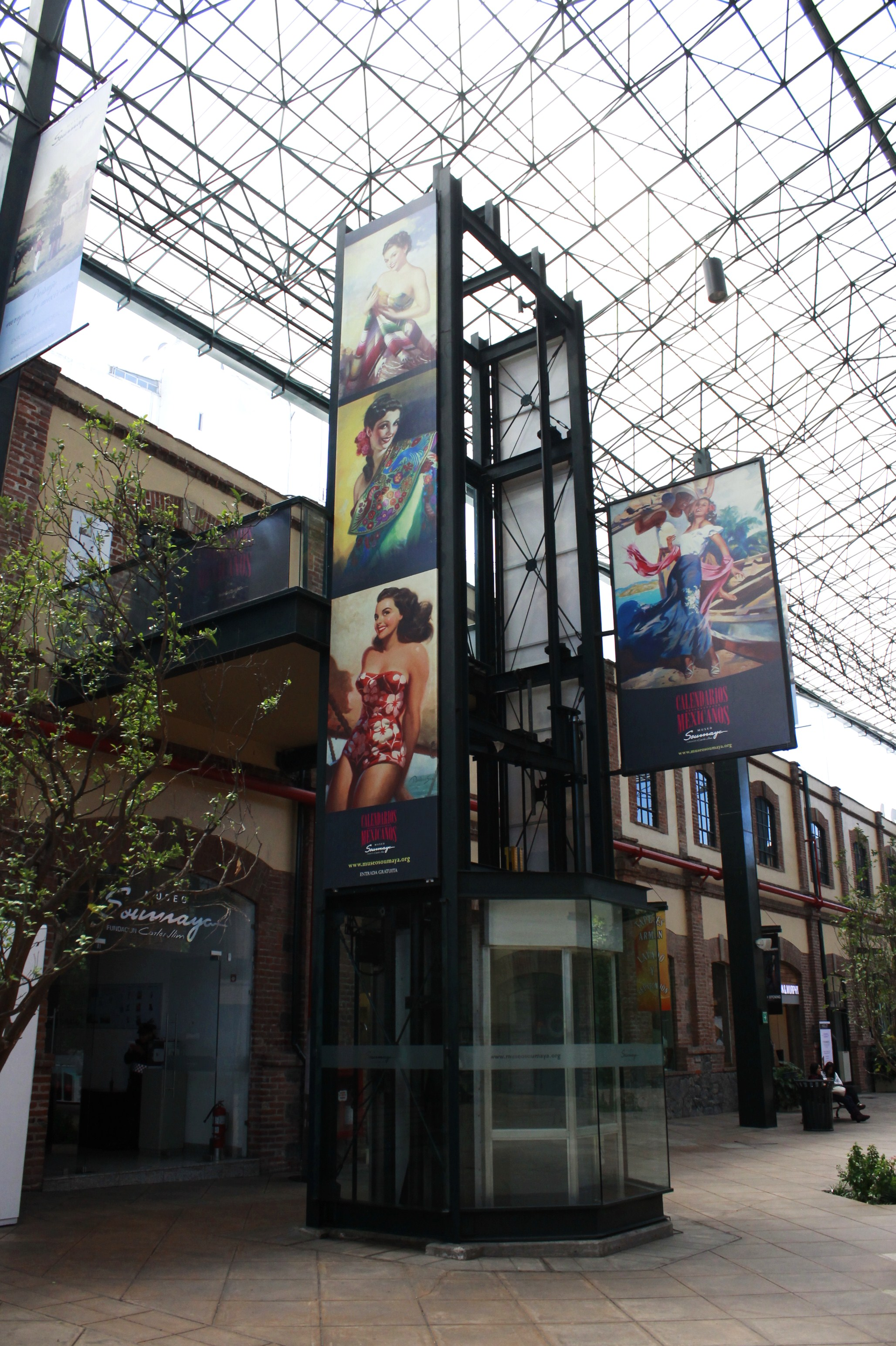
A Loreto téri épület bejárata